# Associazione Calcio Pro Sesto
Associazione Calcio Pro Sesto é um clube de futebol italiano da cidade de Sesto San Giovanni que disputa a Série C1. Fundada em 1913 possui as cores azul e branco. Disputou por 5 vezes a Série B.